# La lingua perduta delle gru
La lingua perduta delle gru è il primo romanzo dello scrittore statunitense David Leavitt, pubblicato nel 1986, dopo la raccolta di racconti intitolata Ballo di famiglia.
La storia, ambientata nel 1980 a New York, si occupa principalmente di raccontare la storia di un giovane ragazzo gay che rivela la propria omosessualità ai suoi familiari, le loro reazioni e le difficoltà che questo comporta.

## Trama
Viene narrata la vicenda di una famiglia borghese tradizionale e della sua implosione quando il figlio sceglie di fare coming out. Philip vive solo in uno squallido appartamento e è un assiduo frequentatore dell'East Village; giovane che lavora nel campo dell'editoria, in termini di conquiste amorose è un autentico disastro, finendo sempre di male in peggio e non accorgendosi minimamente del ragazzo che lo aspetta e che ha sotto il naso.
Dopo l'ennesimo folle innamoramento, pur essendo stato scaricato, decide di punto in bianco di smetterla con l'ipocrisia e confessa le proprie preferenze sessuali a genitori. Ciò appare come un duro colpo al padre Owen; l'uomo rivede se stesso e le proprie fantasie sessuali rinnovatesi per anni nei confronti di persone dello stesso sesso, che hanno finito per trascinarlo alla ricerca d'incontri occasionali all'interno dei cinema porno. Una domenica Philip lo ha sorpreso in una di queste sue scorribande.
Per lungo tempo ha ignorato sia i propri sentimenti sia quelli e figlio e capisce che solamente attraverso l'accettazione innanzi tutto di se stesso potrà poi anche riconoscere serenamente l'identità di Philip. La madre del ragazzo, Rose, è invece una "donna forte" che deve assumere su di sé il doppio senso di colpa, sia ne riguardi del marito che del figlio, la cui reazione caratteriale si alterna tra incomprensione e rabbia.
Il padre di Philip finisce col rendersi conto di aver fino ad allora represso la propria esistenza, finendo con lo sposare una donna ed avere un figlio, nascondendo i suoi più autentici impulsi per tutto il tempo, lasciandoli trasparire solo al buio nelle sere domenicali o chiamando le hotline. Il figlio si dovrà così trovare a gestire anche in parte la disperazione e sofferenza del padre.

## Personaggi
Rose Benjamin
editor. Le piace l'ordine e a cucina, legge il New York Times ed è appassionata di cruciverba e acrostici; è allarmata per le storie che si raccontano sull'AIDS.
Owen Benjamin
insegnante. Un tipo apparentemente tranquillo, vive con la moglie Rose.
Philip Benjamin
figlio venticinquenne di Rose e Owen. Ha la voce che assomiglia a quella di Greta Garbo
Eliot Abrams
ragazzo di Philip, fa un lavoro freelance. Andrà a vivere a Parigi assieme a Thierry, un ragazzo che soffre di depressione.
Brad
vecchio amico di Philip, fin dai tempi della Columbia University. Dopo che Eliot se n'è andato lasciando solo Philip, diventerà il suo nuovo fidanzato.
Jerene
compagna di stanza afroamericana di Eliot. Lavora in una biblioteca e fa ricerche sui linguaggi perduti.

## Adattamenti
Nel 1991 la BBC ne ha fatto una trasposizione televisiva ambientata a Londra, con protagonisti Brian Cox, Angus Macfadyen, Eileen Atkins, Corey Parker e Ben Daniels.